# Hippodrome des Charmilles

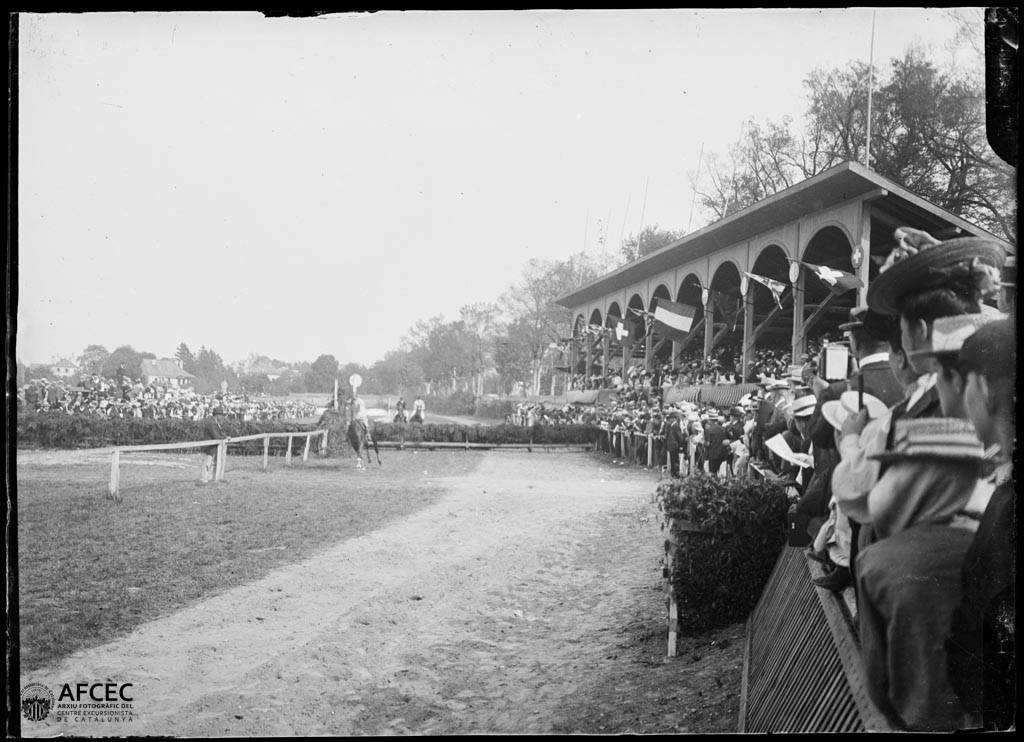
Hippodrome des Charmilles, ca. 1900

Das Hippodrome des Charmilles war eine Pferderennbahn im ehemaligen Parc-des-Sports im Quartier Charmilles in Genf, Schweiz. 
Spätestens von 1896, dem Jahr der Landesausstellung in Genf, bis Ende der 1920er-Jahre wurden jeden Sommer Pferderennen im Hippodrom durchgeführt. Zur übrigen Zeit stand das Terrain für andere Sportarten, unter anderem Fussball zur Verfügung. 1912 fand das kantonale Turnfest auf dem Hippodrom statt. 1934 wurde das Hippodrom aufgegeben, es wich einer Neuüberbauung.
Abgelöst wurde das Hippodrom durch den 1926 errichteten Palais des Expositions, wo der Concours Hippique International de Genève stattfand, sowie durch das 1930 eingeweihte Stade des Charmilles, das sich vis-à-vis jenseits der Rue du Lyon befand.